# Solenolambrus tenellus
Solenolambrus tenellus är en kräftdjursart som beskrevs av William Stimpson 1871. Solenolambrus tenellus ingår i släktet Solenolambrus och familjen Parthenopidae. Inga underarter finns listade i Catalogue of Life.

## Bildgalleri

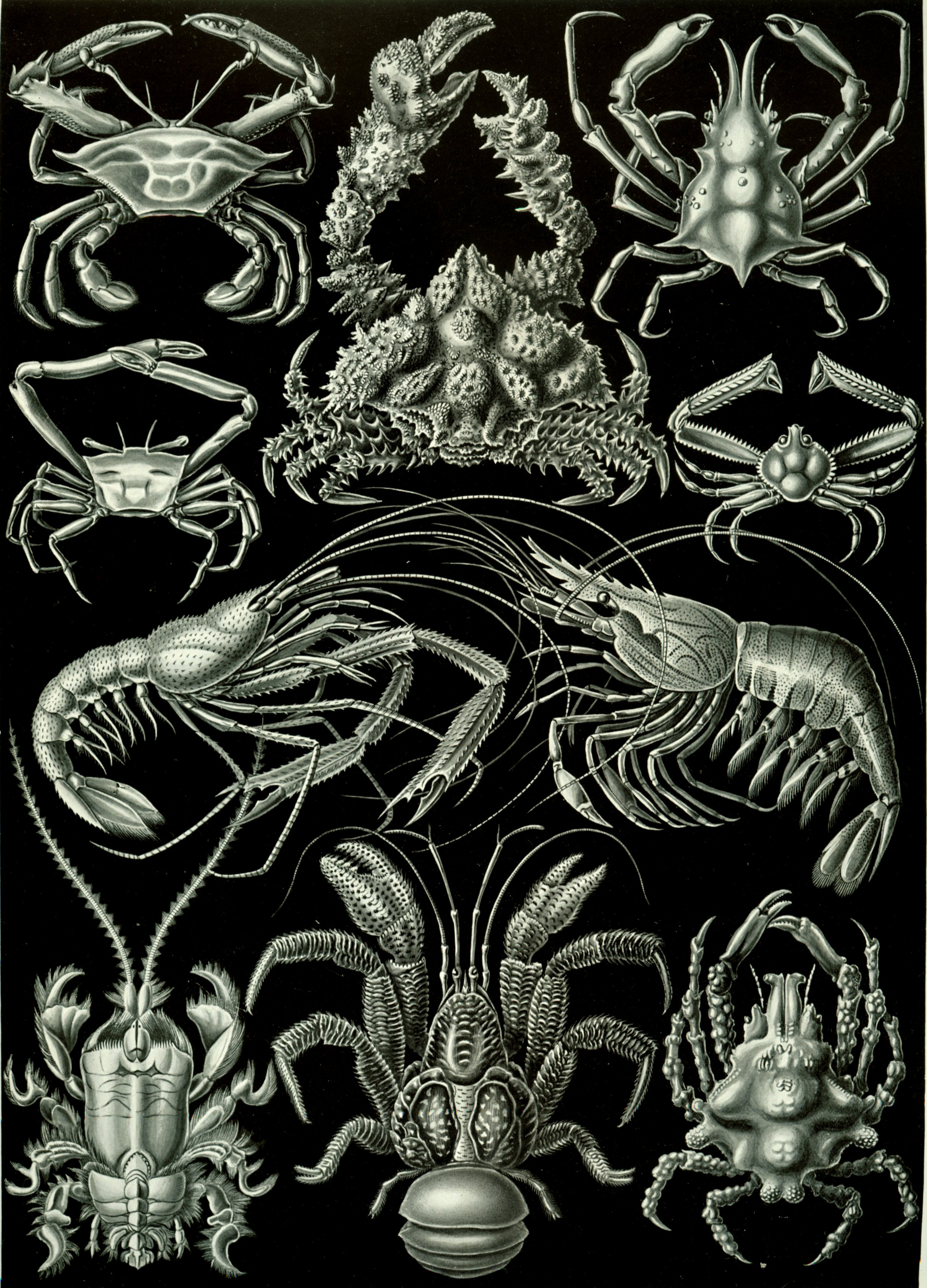